# Rudinilson Silva
Rudinilson Gomes Brito Silva (* 20. srpna 1994, Bissau, Guinea-Bissau) je portugalsko-bissauský fotbalový obránce a reprezentant Guiney-Bissau, od roku 2014 působí v polském týmu Lechia Gdańsk.

## Klubová kariéra
- Sporting CP (mládež)
- Benfica Lisabon (mládež)
- Benfica Lisabon B 2013–2014
- Lechia Gdańsk 2014–
- FK Kauno Žalgiris 2019–2020; 2021

## Reprezentační kariéra

### Portugalsko
Hrál v portugalských mládežnických reprezentacích.

Zúčastnil se Mistrovství Evropy hráčů do 19 let 2013 v Litvě, kde mladí Portugalci podlehli v semifinále Srbsku až v penaltovém rozstřelu.

### Guinea-Bissau
Za seniorskou reprezentaci Guiney-Bissau debutoval v roce 2014.